# Asil-hospital La Caritat
L'Asil-hospital La Caritat és una obra del municipi de la Garriga (Vallès Oriental) inclosa en l'Inventari del Patrimoni Arquitectònic de Catalunya.

## Descripció
És un edifici civil, aïllat. Posteriorment s'hi afegí al costat de la façana sud un edifici que consta de planta baixa i pis. La composició és simètrica. Consta de planta baixa i dos pisos. Està assentat damunt un sòcol de maçoneria que arriba fins a les finestres. Les obertures de la planta baixa són de llinda escalonada amb arc de mig punt, a l'arrencada hi ha una imposta perimetral de rajoles. Les obertures estan encerclades amb obra vista en el seu terç superior, les de la segona planta formen arcuació amb arc de mig punt i estan unides per una imposta perimetral de la qual surten les carteles que suporten el ràfec de la coberta. La coberta és de faldons amb teula àrab.

## Història
L'any 1937 es modificaren dues de les finestres geminades, transformant-les en un gran finestral. L'any 1973, al costat de la façana nord, s'afegí un altre cos, destinat a capella. L'any 1974 es va instal·lar ascensor i la sala de màquines, que sobresurt per damunt de la coberta, perjudica la unitat formal de la coberta i del conjunt general.